# Nii Plange
Nii Adamah Plange (Accra, 26 giugno 1989) è un ex calciatore ghanese naturalizzato burkinabé, di ruolo attaccante.

## Palmarès

### Club

#### Competizioni nazionali
- Campionato ivoriano: 1

ASEC Mimosas: 2009
- Burkinabé Premier League: 4

ASFA Yennenga: 2009, 2010, 2011, 2012
- Coppa del Burkina Faso: 1

ASFA Yennenga: 2009
- Segunda Liga: 1

Nacional: 2017-2018